# Милош Окука
Милош Окука (Порија, код Улога, општина Калиновик, 2. август 1944) српски је лингвиста, слависта, историчар књижевности и професор универзитета.

## Биографија
Школу је похађао у Улогу, Љубушком и Сарајеву. Школске 1964/1965. године био је учитељ у Основној школи Трешњевица (Улог). Завршио је Филозофски факултет у Сарајеву, студијску групу „Српскохрватски језик и југословенске књижевности“ 1970. године. Исте године изабран је за асистента на Одсјеку за јужнословенске језике Филозофског факултета у Сарајеву, на Катедри за савремени српскохрватски језик. 
Постдипломске студије лингвистике похађао је на Филозофском факултету у Загребу и Филозофском факултету у Сарајеву од 1971. до 1973. године, када је магистрирао на Филозофском факултету у Сарајеву. Школску 1973/74. провео као лектор за српскохрватски језик на Хумболтовом универзитету у Берлину (ДДР), а школску 1975/75. као стипендист Хумболтове фондације у Минхену (БРД). Докторирао је 1978. на Филозофском факултету у Сарајеву, на тему „О говору Раме“. Исте године изабран је за доцента на Одсјеку за јужнославенске језике Филозофског факултета у Сарајеву, 1983. за ванредног, а 1998. за редовног професора. У два наврата био председник Одсјека за јужнословенске језике Филозофског факултета, те продекан Факултета (1983—1985). Дуго година учествовао је у раду Јужнословенског семинара за стране слависте као лектор, предавач или секретар (Задар – Загреб – Сарајево – Београд – Нови Сад – Котор), а од 1986. до 1988. био и његов директор (Задар – Сарајево). 
Био је сарадник на више пројеката Института за језик у Сарајеву. На Филозофском факултету у Загребу учествовао у више комисија за одбрану докторских дисертација. Од 1983. до 1985. био председник Друштва за српскохрватки језик и књижевност Босне и Херцеговине, а 1985. и председник Савеза славистичких друштава Југославије. Учествовао је у раду више међународних симпозијима и конгреса. Од 1985. до 1989. био је члан Међународног славистичког комитета (представник за Југославију). У више наврата био лектор или гостујући професор на разним универзитетима (Минхен, Клагенфурт, Манхајм, Инзбрук, Гетинген ...). Од 1980. до 1991. био је главни и одговорни уредник часописа „Књижевни језик“. Од 1992. године стално је запослен на Институту за словенску филологију Универзитета у Минхену. Од 2001. до 2004. радио је као хонорарни професор на Универзитету у Инзбруку. Од 2004. у својству гостујућег професора предаје Дијалектологију српског језика, Историју српског језика и Морфологију српског језика на Одсјеку за јужнославенске језике Филозофског факултета у Загребу.
Аутор је преко 200 научних и стручних радова на српском, пољском, немачком и енглеском језику објављеним у часописима и новинама бивше Југославије, Немачке, Аустрије, Швајцарске и Пољске.
Живи у Минхену.

## Дела

### Књиге
- Sava Mrkalj als Reformator der serbischen Kyrilliza, Verlag Otto Sagner, München, 1975.
- Говор Раме, Свјетлост, Сарајево, 1983.
- Језик и политика, Ослобођење, Сарајево, 1983.
- Приче о облицима ријечи, Свјетлост, Сарајево, 1984.
- У Вуково доба, Веселин Маслеша, Сарајево, 1987.
- Огледи о нашем књижевном језику, Универзитетска ријеч, Никшић, 1990.
- А Bibligraphy of Recent Literatur on Macedonian, Serbo-Croatian, and Slovene Language, Slavica Verlag Dr. Anton Kovač, München, 1990 (sa Radom L. Lencekom).
- Književni jezik u Bosni i Hercegovini od Vuka Karadžića do kraja austrougarske vladavine, Slavica Verlag Dr. Anton Kovač, München, 1991 (sa Ljiljanom Stančić).
- Eine Sprache - viele Erben, Wieser Verlag, Klagenfurt, 1998.
- Bosnien-Herzegowina vor 100 Jahren in Wort und Bild. Bosna i Hercegovina prije 100 godina u riječi i slici. Bosnia and Herzegovina from 100 Years ago in Word an Pictures, Wings of Hope, München, 1992 (sa Mehom Šoše).
- Deutsch-serbische Kulturbeziehungen im Spiegel des Volksliedes, Verlag Dr. Kovač, Hamburg 2003.
- Српски на кризном путу, Завод за уџбенике и наствана средства, Источно Сарајево, 2006.
- Српски дијалекти, СДК "Просвјета", Загреб, 2008.
- Сало дебелога јера либо азбукопротрес Саве Мркаља у старом и новом руху, СДК "Просвјета", Загреб, 2010.

### Књиге у коауторству и приређена издања
- Das zerrissene Herz. Reisen durch Bosnien-Herzegowina 1530-1993, C. H. Beck Verlag, München, 1994 (sa Petrom Rehder).
- Traumreisen und Grenzermessungen. Reisende aus fünf Jahrhunderten über Slovenien, Drava Verlag, Klagenfurt, 1994 (sa Klausom D. Olofom).
- Добра земљо шапни кроз згњечене влати. Српска књижевност Босне и Херцеговине од Љубавића до данас. Антологија поезије и прозе, Задужбина "Петар Кочић", Бања Лука - Београд, 2001.
- Lexikon der Sprachen des europäischen Ostens, Wieser Verlag, Klagenfurt, 2002.
- Terra Bosna, Wieser Verlag, Klagenfurt, 2002 (sa Gerom Fischerom).
- Hrvatska književnost Bosne i Hercegovine od XV stoljeća do danas. Antologija poezije i proze, Hrvatska misao 25-26, Sarajevo, 2002/2003.
- Germano-Slavistische Beiträge. Festschrift für Peter Rehder zum 65. Geburstag, Verlag Ott Sagner, 2004 (sa Ulrichom Schweierom).
- Hrvatska književnost Bosne i Hercegovine koncem 19. i početkom 20. stoljeća, Matica hrvatska - Napredak, Sarajevo, 2005.
- Slawonien, Wieser Verlag, Klagenfurt, 2005. (sa Gerom Fischerom).
- Kvarner, Wieser Verlag, 2006. (sa Gerom Fischerom).
- Појања и казивања у скрбна и бесудна времена. Књижевнојезичка баштина босанских и херцеговачких Срба под турском влашћу, Завод за издавање уџбеника, Источно Сарајево, 2007.
- Mostar, Wieser Verlag, Klagenfurt, 2006. (sa Ferom Fischerom).
- Vojvodina, Wieser Verlag, Klagenfurt, 2009. (sa Gerom Fischerom).
- Bačka, Wieser Verlag, Klagenfurt, 2010. (sa Daregom Zabarahom).
- Banat, Wieser Verlag, Klagenfurt, 2010 (sa Daregom Zabarahom).
- Ivo Andrić, Lyrik und lyrische Prosa. Ex Ponto, Wieser Verlag, 2012.
- Niš, Wieser Verlag, Klagenfurt, 2012. (sa Daregom Zabarahom).
- An den Anfängen der serbischen Philologie. Hrsg. von Gordana Ilić Marković, Anna Kretschmer und Miloš Okuka, На почецима српске филологије, прир. Гордана Илић Марковић, Ана Кречмер и Милош Окука, Peter Lang, Frankfurt/M, Berlin, Bern, Bruxelles, New York, Oxford, Wien, 2012.

### Уџбеници
- Наш језик. Уџбеник српскогхватског/хрватскосрпског језика за 1. разред средњег образовања, Свјетлост, Сарајево, 1990. (са Јосипом Баотићем, Милошем Ковачевићем и Чедомиром Ребићем).
- Наш језик. Уџбеник српскогхватског/хрватскосрпског језика за 2. разред средњег образовања, Свјетлост, Сарајево, 1989. (са Јосипом Баотићем, Милошем Ковачевићем и Чедомиром Ребићем).
- Наш језик. Уџбеник српскогрхатског/хрватскосрпског језика за 3. разред средњег образовања, Свјетлост, Сарајево, 1991. (са Јосипом Баотићем, Милошем Ковачевићем и Чедомиром Ребићем).
- Наш језик. Уџбеник српскогхатског/хрватскосрпског језика за 4. разред средњег образовања, Свјетлост, Сарајево, 1991. (са Јосипом Баотићем, Милошем Ковачевићем и Чедомиром Ребићем).

## Награде
- Шестоаприлска награда града Сарајева за науку, 1985.